# Michael Forbes (Politiker)
Michael Patrick Forbes (* 16. Juli 1952 in Riverhead, New York) ist ein US-amerikanischer Politiker. Zwischen 1995 und 2001 vertrat er den Bundesstaat New York im US-Repräsentantenhaus.

## Werdegang
Michael Patrick Forbes graduierte 1970 an der Westhampton Beach High School in Westhampton und 1983 an der State University of New York in Albany mit einem Bachelor of Arts. Er arbeitete im Zeitungsunternehmen seiner Familie in Riverhead. Dann managte er 1971 die Suffolk County Legislature Kampagne. Er saß im Stab der republikanischen US-Senatoren Alphonse M. D’Amato aus New York und Connie Mack aus Florida. Der gleichen Funktion ging er bei dem Speaker Perry B. Duryea junior und dem Abgeordneten John Behan aus der New York State Assembly nach sowie Caesar Trunzo aus dem Senat von New York. Er war in der Small Business Administration tätig. Er arbeitete als Regionaldirektor in New York und danach als Verbindungsmann (principal liaison) zwischen dem US-Repräsentantenhaus und der United States Chamber of Commerce. Bei den Kongresswahlen des Jahres 1994 wurde Forbes im ersten Wahlbezirk von New York in das US-Repräsentantenhaus in Washington, D.C. gewählt, wo er am 4. Januar 1995 die Nachfolge von George J. Hochbrueckner antrat. Er wurde zwei Mal in Folge wiedergewählt. Während dieser Zeit trat er 1999 zu der Demokratischen Partei über. Im Jahr 2000 erlitt er bei seiner vierten Wiederwahlkandidatur eine Niederlage und schied nach dem 3. Januar 2001 aus dem Kongress aus. Danach eröffnete er ein eigenes Unternehmen und arbeitet seither in der Public Relations. Daneben bloggt er für die Huffington Post.